# Юношъярви
Юношъярви — пресноводное озеро на территории Амбарнского сельского поселения Лоухского района Республики Карелии.

## Общие сведения
Площадь озера — 2,5 км², площадь водосборного бассейна — 37,4 км². Располагается на высоте 109,7 метров над уровнем моря.
Форма озера неправильной прямоугольной формы, продолговатая: оно более чем на два километра вытянуто с северо-запада на юго-восток. Берега каменисто-песчаные, местами заболоченные.
Через озеро течёт ручей Юношоя, впадающий в губу Юношлакши на юго-востоке Топозера.
Населённые пункты и автодороги вблизи водоёма отсутствуют.
Код объекта в государственном водном реестре — 02020000411102000000285.